# Decan II d'Uzès
Pour les articles homonymes, voir Decan d'Uzès.
Decan d'Uzès (v. 1210-v. 1285) est un co-seigneur d'Uzès et seigneur d'Aimargues du XIIIe siècle.
Elzière (1999) le désigne sous le numéro [I], tandis que certains auteurs, dont Charvet 1870(1870), donnent le numéro [II], considérant Raymond Décan de Posquières, comme Decan Ier.

## Biographie

### Origines
Decan ou Décan (Decanus, Deganus) apparaît vers 1210. Il est le fils de Bermond II d'Uzès et de Géraude/Géralde Adhémar. Il a pour frère Robert, évêque d'Avignon (1267).
Il est dit parent du comte de Valentinois, Aymar III.

### Seigneur d'Uzès
Decan succède à son père en tant que co-seigneur d'Uzès. Il est aussi seigneur d'Aimargues.
En 1242, il combat aux côtés de la coalition des seigneurs méridionaux contre le roi de France.
En 1248, il épouse Ermengarde, fille de Bernard Pelet.
Decan possède plusieurs terres relevant du comte de Valentinois, obtenues à la suite du mariage de ses parents, pour lesquelles il rend hommage en 1253 : Ancône, Roussas, Valaurie. Il est d'ailleurs l'un des exécuteurs testamentaire du comte Aymar III, assisté notamment de son frère.
En 1254, Decan rend hommage à l'évêque d'Uzès, pour ses possessions dans le diocèse et la cité d'Uzès, notamment sa « maison » qu'il possède à La Condamine et le castrum de Bouquet.
Ce même Decan, fondé de pouvoirs de Robert, son frère, chapelain du pape, cède au roi, en 1264, les droits que ledit Robert avait sur le château de Calvisson.
Par une lettre datée du 22 janvier 1267, le pape Clément IV nous apprend qu'il vient d'adresser depuis peu, quelques reliques à l'abbaye de Saint-Gilles, et qu'il en a confié l'envoi à Decan II, seigneur d'Uzès.
En 1277, il est désigné comme l'un des exécteurs testamentaires de son parent, le comte de Valentinois et Diois, Aymar III de Poitiers.

### Testament et succession
Decan teste le 4 juillet 1283, à Uzès,. Il souhaite d'être inhumé dans le couvent des Frères mineurs, dont il est l'un des bienfaiteurs. Le document mentionne notamment sa sœur, Ermesinde, sa grand-mère, Alazacie Rascas, ainsi que ses enfants, dont Bermond III qu'il fait son héritier.
Il semble mourir vers 1285. Il a pour successeur son fils, Bermond III.

## Sceau
Un sceau de Decan II (Sigillum decani domini Ucecie et Apamiarum), datée de 1264, a été conservé (base Sigilla).
L’avers est constitué d'un un château fort, touré et donjonné de trois tours accosté de deux fleurs de lis ; soutenu d'une fleur de lis en pointe, soit une représentation de la cité muraillée (ou du castrum) d'Uzès,. Le revers représente un écu parti d'un fleurdelisé et d'un bandé, sans légende, soit un écu triangulaire parti d'azur à trois fleurs de lis d'or posées 2 et 1 et de gueules à trois bandes d'or, la partie bandé de l'écu représente les armes de la famille d'Uzès.
L'exergue autour du château fort porte DEKANI. DNI. VCECIE, ET. ARMASANICARV.

## Famille
Decan et Ermengarde ont pour enfant.
- Bermond III, qui succède à son père.
- Philippa, qui épouse Sicard, fils du vicomte de Lautrec.
- Décane (parfois Degane), qui épouse Isnard, seigneur d'Olières, puis de Roquefeuil.
- Robert (v. 1263-1296), prédicateur et frère dominicain
- Boniface, chanoine d'Avignon.